# Aurore Ponomarenko
Aurore Ponomarenko, née le 3 janvier 1987 à Maisons-Laffitte, est une actrice française et une patineuse de haut niveau, ancien membre de l’équipe de France de patinage artistique. Elle est la petite fille de Roger Rondeaux (1920–1999), champion de cyclo-cross des années 1950.
Aurore Ponomarenko, comédienne, a incarné le personnage de Chloé, dont Isabelle Florent (Corinne Touzet) se voit confier la tutelle, dans la série télévisée Une femme d'honneur.
Formée par Jean-Cédric Rimaud et Valentine Cohen, elle a intégré les cours Florent en 2006.
Ancienne patineuse de haut niveau en patinage artistique et en couple, elle  patine également dans des spectacles sur glace.

## Patinage artistique
Membre de l'équipe de France de patinage artistique pendant 6 ans, elle a pratiqué la compétition en haut niveau. 
Pendant quelques mois, elle a aussi pratiqué le patinage en couple avec Jérôme Blanchard. Avec celui-ci, elle avait été pré-sélectionnée pour les Jeux Olympiques de 2006.
Elle a patiné pour « Ice Candel’art », troupe de Philippe Candeloro et de sa femme Olivia.
Elle a participé à de nombreux galas et spectacles de patinage artistique, notamment avec Philippe Candeloro et Surya Bonaly, au Koweït.

## Filmographie

### Télévision
- PJ : série télévisée : rôle de Jenny Saurrin
- Une femme d'honneur : série télévisée : Chloé (épisodes Violences conjugales (2005), Ultime thérapie (2006), Erreur de jeunesse (2006), Journée d'enfer (2007) et L'ange noir (2007))
- Onze comme une : reportage
- Robert de la jungle : court-métrage Disney Channel

## Théâtre
- La Tour, prends garde ! (2006), de Maialen Berasategui et Eurydice Vial : rôle principal Madame Royale.

## Danse
- Le Tour du monde en 80 jours : patineuse soliste. Chorégraphie Olivia Candeloro. Avec Philippe Candeloro
- Eternelle Idole : pièce pour une patineuse et un comédien. Chorégraphie Gisèle Vienne. Avec Jonathan Capdevielle.